# Le Juge de la nuit
Ne doit pas être confondu avec Dark Justice.
Le Juge de la nuit (Dark Justice) est une série télévisée américaine en 66 épisodes de 50 minutes, créée par Jeff Freilich et diffusée entre le 5 avril 1991 et le 28 septembre 1993 sur le réseau CBS.
En France, la série a été diffusée à partir du 4 octobre 1991 sur Canal+.

## Synopsis
Après que sa femme et sa fille aient été tués, le Juge Nicholas Marshall décide de revoir sa conception de la justice : la nuit, avec une équipe de choc, il traque les délinquants et rend justice aux victimes à sa manière...

## Distribution
- Ramy Zada : Juge Nicholas Marshall (saison 1)
- Bruce Abbott : Juge Nicholas Marshall (saisons 2 et 3)
- Begoña Plaza : Catalana « Cat » Duran (saison 1)
- Janet Gunn (en) :  Kelly Cochrane (saisons 2 et 3)
- Dick O'Neill : Arnold « Moon » Willis
- Clayton Prince : Jericho « Gibs » Gibson
- Viviane Vives : Maria Marti (saison 1)
- Kit Kincannon : Attorney Ken Horton
- Carrie-Anne Moss : Tara McDonald

## Production
La première saison a été tournée à Barcelone, en Espagne. Avant la deuxième saison, la production a été forcée de changer d'endroit pour problèmes financiers causés par les Jeux olympiques d'été de 1992, et s'est donc déplacée à Los Angeles. L'acteur Ramy Zeda n'étant plus disponible à la suite du déplacement à Los Angeles, Bruce Abbott a repris le rôle principal. Le rôle de l'actrice espagnole Begoña Plaza n'a pas été retenu, et Janet Gunn devient la nouvelle membre féminine de l'équipe.

## Épisodes

### Première saison (1991-1992)
1. Titre français inconnu (Nowhere to Hide)
2. Titre français inconnu (What Comes Around)
3. Titre français inconnu (Out of Mind, Out of Sight)
4. Titre français inconnu (To Die For)
5. Titre français inconnu (In Mysterious Ways)
6. Titre français inconnu (The Carnival)
7. Titre français inconnu (Brother Mine)
8. Titre français inconnu (Broken Toys)
9. Titre français inconnu (I Hate Mondays)
10. Titre français inconnu (Simon Says)
11. Titre français inconnu (Urban Renewal)
12. Titre français inconnu (Once Upon a Time in Krestridge)
13. Titre français inconnu (Forbes for the Defense)
14. Titre français inconnu (Marshall Law)
15. Titre français inconnu (Fruit of the Poisonous Tree)
16. Titre français inconnu (Smokescreen)
17. Titre français inconnu (The Neutralizing Factor)
18. Titre français inconnu (Playing the Odds)
19. Titre français inconnu (Diplomatic Immunity)
20. Titre français inconnu (Caught in the Act)
21. Titre français inconnu (Once Loved, Twice Dead)
22. Titre français inconnu (Judgment Night)

### Deuxième saison (1992-1993)
1. Titre français inconnu (Bump in the Night)
2. Titre français inconnu (Anniversary)
3. Titre français inconnu (Prime Cuts)
4. Titre français inconnu (Lead Rain)
5. Titre français inconnu (Lush Life)
6. Titre français inconnu (The Specialist)
7. Titre français inconnu (Needy Things)
8. Titre français inconnu (Snitch)
9. Titre français inconnu (Instant Replay)
10. Titre français inconnu (The Highest Court)
11. Titre français inconnu (Deadline)
12. Titre français inconnu (A Better Mousetrap)
13. Titre français inconnu (Happy Mothers Day)
14. Titre français inconnu (Black Heart)
15. Titre français inconnu (Jail Bait)
16. Titre français inconnu (Venus Flytrap)
17. Titre français inconnu (Teenage Pajama Party Massacre, Part IV)
18. Titre français inconnu (Shrink)
19. Titre français inconnu (The Merchant)
20. Titre français inconnu (Blast from the Past)
21. Titre français inconnu (Cold Reading)
22. Titre français inconnu (Suitable for Framing)

### Troisième saison (1993)
1. Titre français inconnu (Joyride)
2. Titre français inconnu (Night Games)
3. Titre français inconnu (Last Rites)
4. Titre français inconnu (Person or Persons Unknown)
5. Titre français inconnu (Clean Kill)
6. Titre français inconnu (The Greening of Glenda Ross)
7. Titre français inconnu (Uncle Tony's Cabin)
8. Titre français inconnu (Pygmalion)
9. Titre français inconnu (Backfire)
10. Titre français inconnu (Second Anniversary)
11. Titre français inconnu (Squeeze Play)
12. Titre français inconnu (Incorrect Dosage)
13. Titre français inconnu (2nd Story)
14. Titre français inconnu (Three on a Match)
15. Titre français inconnu (Crash Course)
16. Titre français inconnu (The Push)
17. Titre français inconnu (My Dinner with Nick)
18. Titre français inconnu (In Cover of Darkness - Part 1)
19. Titre français inconnu (In Cover of Darkness - Part 2)
20. Titre français inconnu (The Doctor Is In)
21. Titre français inconnu (A Kiss Goodbye)
22. Titre français inconnu (A Novel Way to Die)